# Чечерский замок
Чечерский замок — оборонительное сооружение в Чечерске. Замок существовал самое позднее с XIV века, в XVIII веке после большой перепланировки его прежний вид был утрачен. Существующие сведения о замке происходят из документов и результатов археологических исследований.

## История
Замок был построен в детинце летописного города X—XIII веков, на выступе коренного берега реки Чечоры и сочетался с кольцевым обводным земляным валом (по-видимому, не менее 3,5 м высоты с напольной стороны).
Площадка замка XIV—XVIII веков имела подтреугольную форму и возвышалась над поймой Чечоры почти на 14 метров. Вероятно, что в XVI—XVIII веках высота вала достигала 5—6 м (возможно и более), а его ширина в основании — 18—20 метров, ширина обводного рва — 18—20 м. В середине XVI века надо рвом существовал «узвод» (подъёмный мост).
Стены замка были рубленые деревянные, обмазанные до верха глиной. Башни деревянные. В 1682 их было 8, в том числе башня-брама и сосновый двойной острог. Эти постройки окружал оборонительный ров.
Повинности по устройству и ремонту укреплений были возложены на жителей Чечерска и волости еще с XVI века («Уставная грамота» Сигизмунда II, 1554).
По инвентарю-«попісу» Чечерска за 1765 год, существовал замок с его Замковой брамой. До нашего времени валы Чечерского замка не сохранились. Сохранился только замковый ров, который с юго-востока дугой огибает замчище. Там, где раньше был мост, сейчас насыпана дамба, которая соединяет замчище с городом.

### Военная история
В замке с XVII века содержался небольшой гарнизон (10—20 казаков) во главе с ротмистром, во время войн численность гарнизона могла увеличиваться (например до 100 пеших воинов и 150 всадников в 1534 году).
Географическое положение Чечерска около границы с Русским государством не раз приводило к осаде замка войсками крымских татар и русских великих князей (1506, 1523, 1562, 1633, 1654 — дважды, 1659 годы). В 1649 году замок был захвачен восставшими крестьянами, в 1654 и 1659 — русским войскам.